# Велика Житомирська, 23
Кам'яниця з левами (будинок Іларіона Радзимовського) — київський прибутковий будинок архітектора Мартина Клуга на Великій Житомирській вулиці, 23. За визначенням дослідників, високий мистецький рівень декору, стилістика і пластична насиченість фасаду надають яскравої виразності будинку.
Наказом Міністерства культури і туризму України № 58/0/16-10 від 3 лютого 2010 року занесений до переліку пам'яток архітектури місцевого значення.
2015 року на торці будівлі створено мозаїчне панно.

## Історія ділянки

Будинки № 23-а (ліворуч), двоповерхий 23 (знесений) і 25

Історія наріжної ділянки відома з 1820-х років. Забудова була дерев'яною. У 1821—1829 роках садиба площею 100 квадратних сажнів належала відставному вахмістру Ф. Головатенку. Після його смерті ділянку успадкувала його дочка Марія Андрющенко (Головатенко). 1867 року садибу придбав Марк Шепулін, пошехонський міщанин. Він розширив ділянку, а 1872 року на розі з
Маловолодимирською вулицею (Олеся Гончара) спорудив прибутковий будинок — двоповерхову цегляну кам'яницю на підвалах за проєктом архітектора Павла Спарро. За рік на Маловолодимирській добудував одноповерховий цегляний флігель.
У будинку здавалось три квартири. У підвалі містилися пекарня і кондитерська, а на першому поверсі — годинникарня, бакалійна крамниця, фотосалон. 1980 року наріжну кам'яницю знесли.
Близько 1906 року ділянку придбав священник Іларіон Васильович Радзимовський. Протягом 1908—1909 року за проєктом архітектора Мартина Клуга споруджено чотириповерховий прибутковий будинок № 23-а (після 1980 року — № 23). 1911 року добудовано два поверхи й оздоблено чоловий фасад у стилі модерну.
У 1970-х — 1990-х роках на першому поверсі містився магазин «Хліб».

## Архітектура
Цегляний будинок спочатку мав чотири, а згодом шість поверхів. Центральна вісь симетричної композиції фасаду підкреслена ризалітом сходової кліті, оформлена вертикальним членуванням й аттиком. Чоло декороване притаманними для стилю модерн маскаронами, стилізованими рослинними мотивами, стрічками і тягами.
Вхід прикрашений лев'ячими маскаронами.

## Мозаїчне панно
Після зруйнування наріжного двоповерхового і наступного будинків територія стояла пусткою. Згодом на звільненій території уздовж вулиці Олеся Гончара розпланували сквер Київських інтелігентів. Водночас оголилась торцева стіна шестиповерхового будинку.
Лише у 2015 році з ініціативи Володимира Колінька, громадських об'єднань «Андріївський-пейзажна ініціатива», «Чотири королеви» і «Київ. Стратегія 2025» вирішили прикрасити площину панно-оберегом. У грудні того ж року після двох місяців праці український скульптор і дизайнер Костянтин Скритуцький створив мозаїку.
Головна ідея твору — це постійне нагадування людям про те, що своє місто потрібно любити та дбайливо оберігати. На панно, площею понад 300 квадратних метрів, зображений з висоти космосу Київ, який має риси жіночого обличчя. За задумом автора, діти на мозаїці, які малюють на Києві цей обрис, символізують нове покоління. Зверху вміщено дівчинку у вишиванці з віночком на голові. Крім дітей в панно вставлені два псалми й Десять божих заповідей. Надписи світяться вночі.

## Галерея

Декор
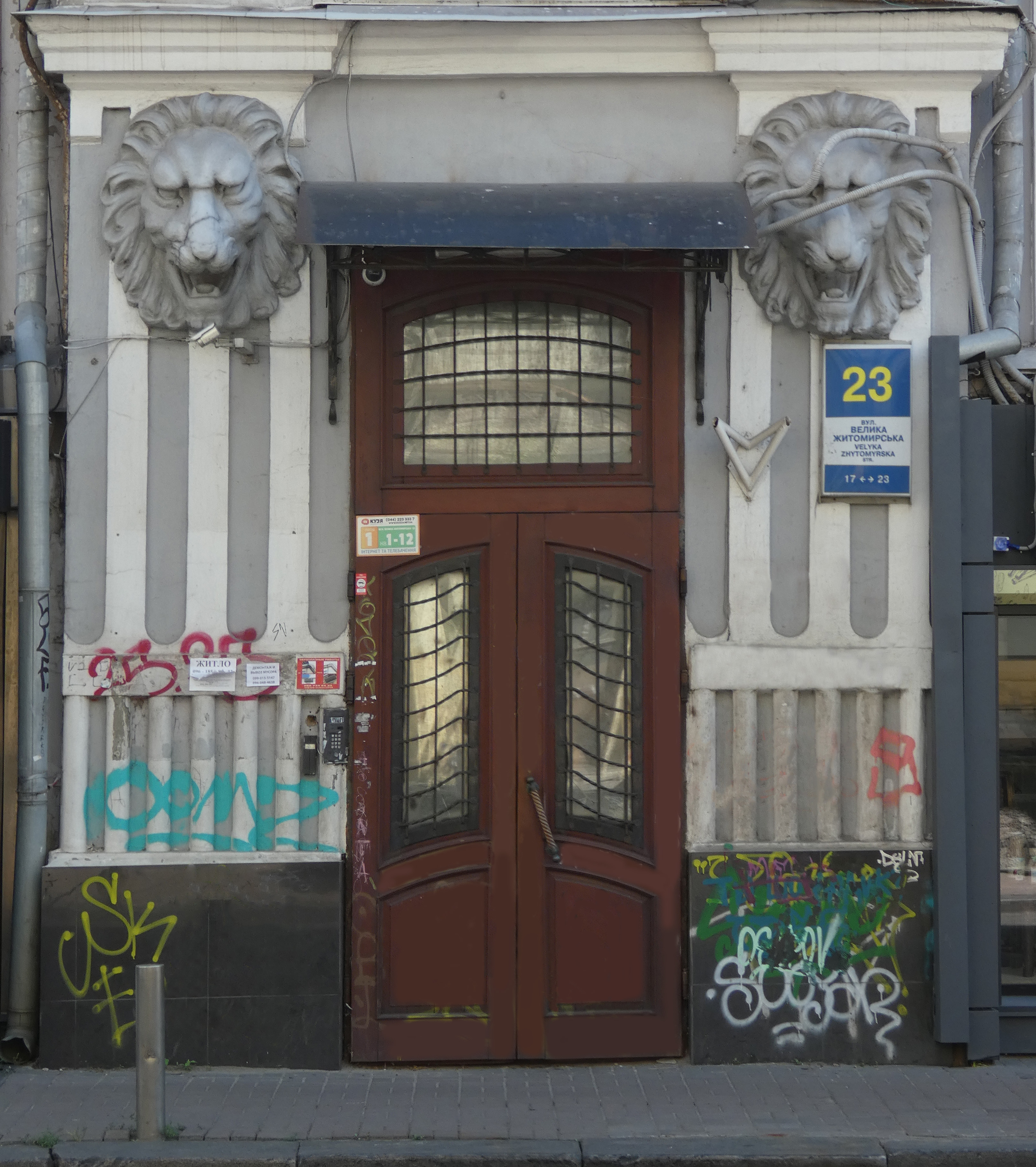
Лев'ячі маскарони на вході
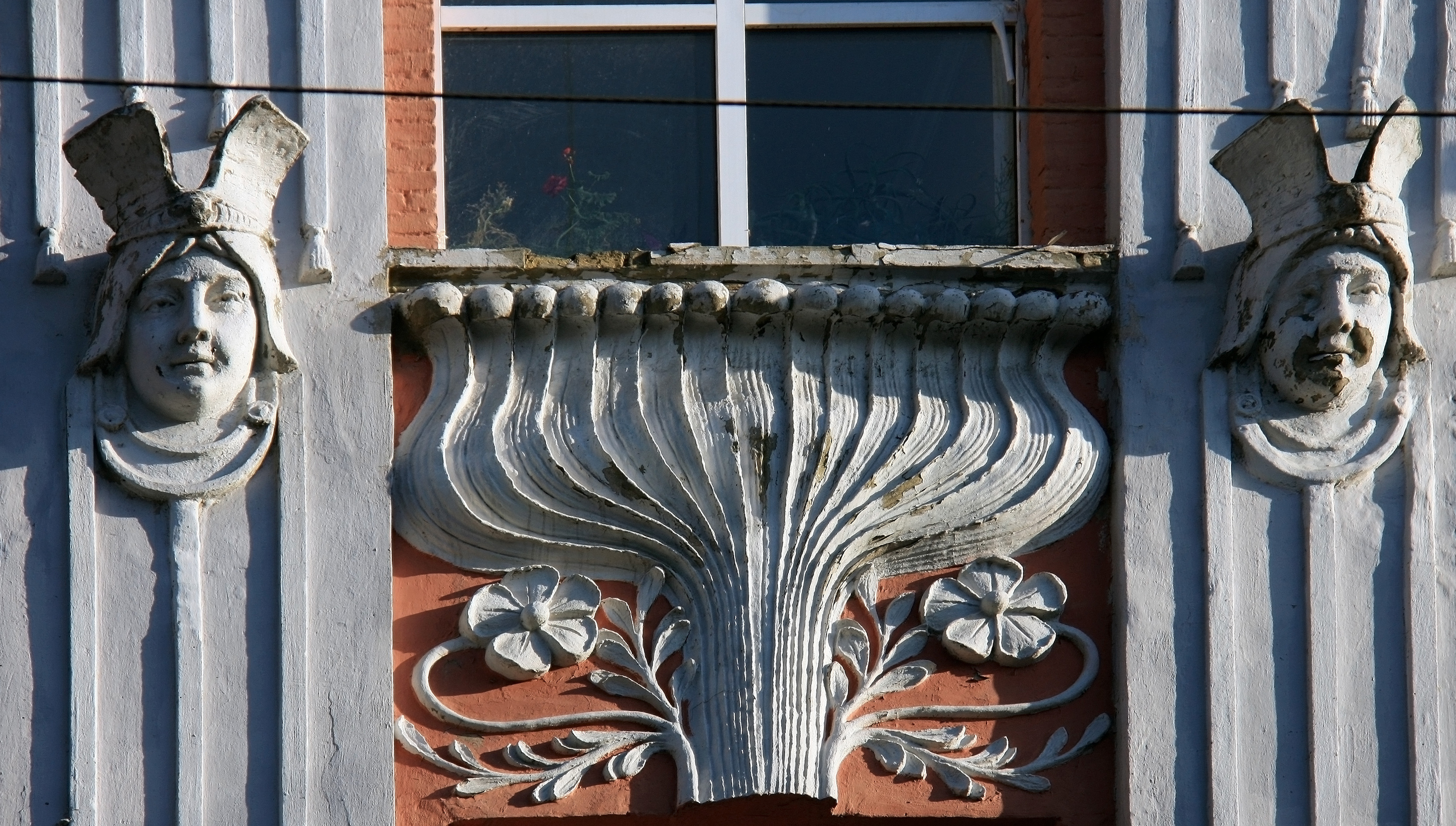
Маскарони
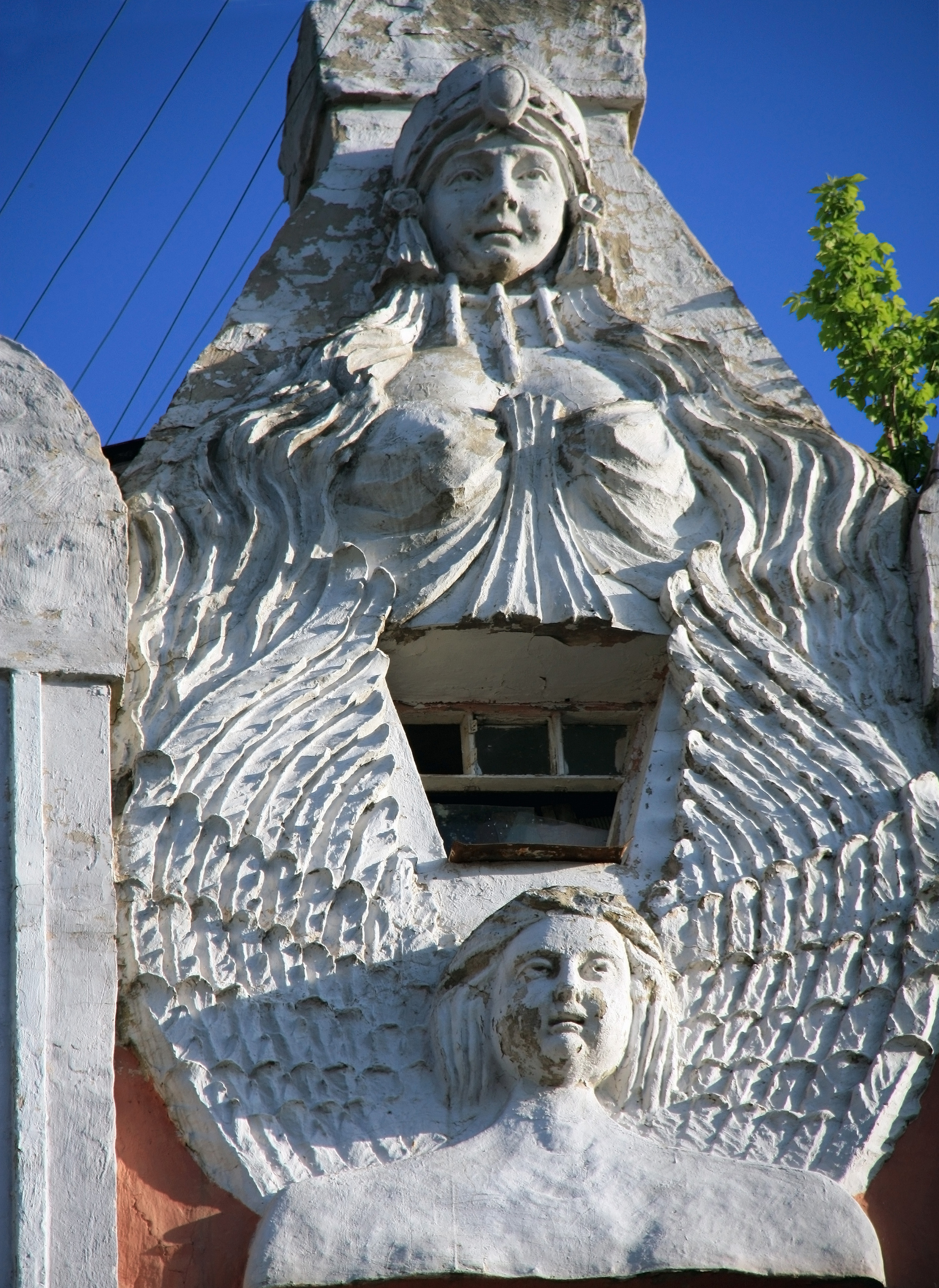
Аттик з декором